# Xavier Darasse

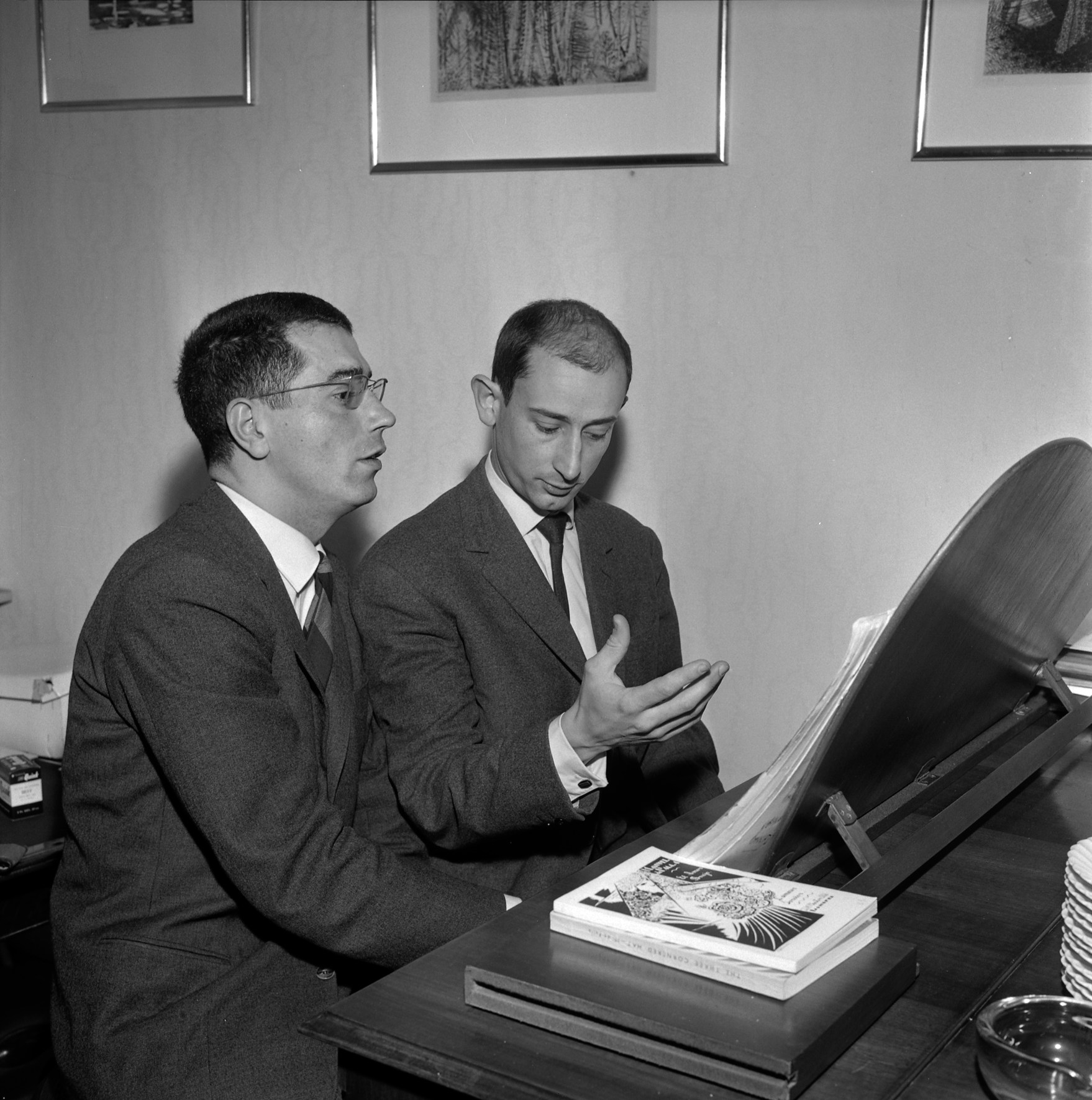
Der Komponist Xavier Darasse, der einer Person Klavierunterricht erteilt, am Konservatorium von Toulouse im Dezember 1965.

Xavier Darasse (* 3. September 1934 in Toulouse; † 24. November 1992 ebenda) war ein französischer Komponist und Organist.

## Leben
Die Mutter von Xavier Darasse war Organistin. Mit sechzehn Jahren begann Darasse seine Ausbildung am Conservatoire de Paris. Zu seinen Lehrern zählten Rolande Falcinelli (Orgel), Maurice Duruflé und Jean Rivier. Er wurde in den Fächern Harmonielehre, Kontrapunkt, Orgel und Improvisation ausgezeichnet sowie im Fach Komposition, das er bei Olivier Messiaen studierte.
Schnell wurde er als Organist bekannt. 1966 gründete er die Orgelklasse am Konservatorium in Toulouse. Auf sein Wirken gehen die vielfältigen Aktivitäten zu Orgelspiel und Orgelbau zurück, die in dieser Stadt heute noch stattfinden. Dazu zählen das Festival „Toulouse les Orgues“ und der „Prix d’Orgue Xavier Darasse“. 1976 verlor Darasse bei einem schweren Autounfall beinahe den rechten Arm und musste seine Karriere als Interpret beenden. Er widmete sich daraufhin verstärkt der Komposition.
1985 wurde Darasse zum Professor am Konservatorium in Lyon ernannt und 1991 zum Direktor des Conservatoire National Supérieure de Musique et de Danse in Paris. Er starb 1992 an einer Krebserkrankung.
Zu seinen Schülern zählen Jan Willem Jansen, Jean Boyer, Bernard Foccroulle, Pierre Jean Schoen, Bernhard Haas, Heinrich Walther, Helmut Deutsch und Eberhard Lauer.